# Takáts József (irodalomtörténész)
Takáts József (polgári nevén: Takács József) (Gyula, 1962. január 25. –) eszme- és irodalomtörténész, kritikus, egyetemi oktató.

## Élete és munkássága
A szegedi Juhász Gyula Tanárképző Főiskola magyar–történelem szakának, majd a József Attila Tudományegyetem történelem – XIX. századi irodalom és művelődéstörténet szakának befejezése után, 1988 és 1990 között a pécsi Jelenkor folyóirat szerkesztője. Egyetemista korában a szegedi Harmadkor folyóirat alapító szerkesztője, 1988 és 1993 közt a József Attila Kör (JAK) elnökségi tagja. 1995-től a Pécsi Tudományegyetem Bölcsészettudományi Karán adjunktus. A Pécs2010 Kulturális Főváros projekt (EKF Pécs) pályázatírói csoportjának vezetője. Hosszú ideig a Magyar Íróválogatott csatára.
Fő kutatási területei a XIX. századi magyar politika-, eszme- és irodalomtörténet, s különös figyelmet szentel az eszmetörténet-írás módszertanára. Emellett rendszeresen jelennek meg kritikái a kortárs magyar irodalomról.

## Díjai
- József Attila-díj, Cleveland (1987)
- Móricz Zsigmond-ösztöndíj (1991)
- Szinnyei Júlia-díj (1992)
- Soros Alapítvány ösztöndíja (1997)
- Déry Tibor-díj (2016)[8][9]
- Palládium-díj (2008)
- Balassa Péter-díj (2009)
- Artisjus irodalmi díj (2016)
- Baumgarten-díj (2021)[10]
- Szinva Irodalmi Díj (2023)

## Főbb művei
- Nyolc érv az elsődleges kontextus mellett, Irodalomtörténeti Közlemények, 2001[11]
- Talált tárgy. Beszélgetések [1994 és 2002 közt, a Magyar Rádió stúdióiban készült beszélgetések] Pécs, 2004
- A határtalan város / Borderless City. Európa Kulturális Fővárosa – Pécs, 2010. Pécs, 2005
- Módszertani berek. Írások az irodalomtörténet-írásról. PhD-disszertáció, Jyväskylä, 2006
- Ismerős idegen terep. Irodalomtörténeti tanulmányok és bírálatok, Budapest, Kijárat Kiadó, 2007
- Modern magyar politikai eszmetörténet [egyetemi tankönyv], Budapest: Osiris Kiadó, 2007
- Kritikus minták. Bírálatok, előadások, esszék, tanulmányok. Budapest, Kalligram, 2009
- Az újragondolt város. EKF-iratok, Pécs, Publikon, 2011
- A megfelelő ötvözet [politikai eszmetörténeti tanulmányok], Budapest, Osiris Kiadó, 2014
- Elmozdulások. Irodalomkritika [több műfajú irodalom bírálatok], Osiris, Budapest, 2016
- Jászi és a liberális szocializmus. Eszmetörténeti tanulmányok; Osiris, Bp., 2021
- Átrendeződések, Kritikai írások; Kalligram, Bp., 2022